# 5588 Jennabelle
5588 Jennabelle eller 1990 SW3 är en asteroid i huvudbältet som upptäcktes den 23 september 1990 av den amerikanska astronomen Brian P. Roman vid Palomarobservatoriet. Den är uppkallade efter Jenna Belle Weathers Roman, släkting till upptäckaren.
Asteroiden har en diameter på ungefär 10 kilometer.